# Eustatie Dabija
Eustatie Dabija (sau Eustratie, Istrate; n.  ? – d. 11 septembrie 1665) a fost domn al Moldovei între 19/29 septembrie 1661 și 11/21 septembrie 1665.

## Domnie
A fost un boier de țară din ținutul Putnei. În 1657 Dabija era vornic al Țării de Sus, ca mai apoi să devină domnitor. A deținut rangurile de paharnic și ban. 
În 1663 a participat împreună cu seraskierul turc și cu Grigore I Ghica al Țării Românești la campania turcilor împotriva împăratului Germaniei. Astfel, venind în ajutorul lui Mihail Apafi, omul turcilor, au început luptele împotriva lui Ioan Kemeni, susținut de Habsburgi. După un asediu de 43 zile al cetății Érsekújvár sau Neuhäusel (Nové Zámky, Slovacia), aceasta a fost cucerită la 24 septembrie 1663. Trupele moldo-muntene s-au întors în țară abia în decembrie 1663 aducând cară încărcate cu haine și de multe lucruri.
În 1664 cei doi domni au fost solicitați din nou de turci să plece cu Sari Husein Pașa pentru asedierea cetății Léva sau Lewenz (Levice, Slovacia). Deși erau mai numeroși decât Habsburgii, au suferit o înfrângere în 9/19 iulie 1664, în Bătălia de la Garam St. Benedek.

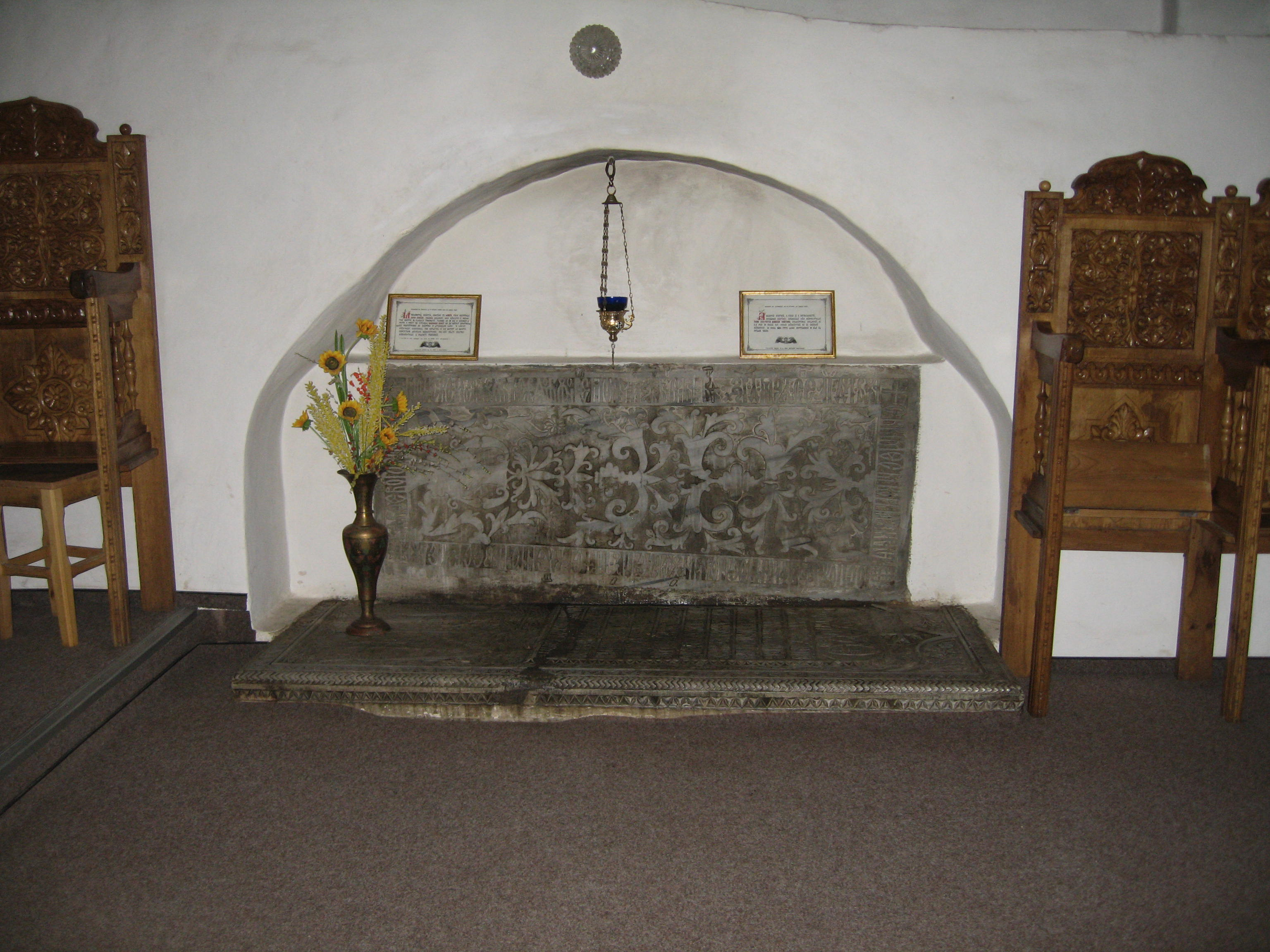
Mormântul lui Eustatie Dabija la Mănăstirea Bârnova.

A fost ultimul domn care a bătut monedă moldovenească, bani mărunți de aramă, numiți „șalăi” de la șiling. A introdus ca dare și vădrăritul pe care îl plăteau podgorenii. A murit la 11/21 septembrie 1665 și este înmormântat la Bârnova. A avut ca soție pe Dafina-Ecaterina și o fiică, Anastasia. Dafina era fiica boierului Ionașco Jora și fusese anterior căsătorită cu Dumitru Buhuș Vistiernicul. A finalizat Mănăstirea Bârnova, începută de către domnitorul Miron Barnovschi-Movilă (1626-1629, 1633).
Eustatie Dabija a stat pe tronul Moldovei timp de 4 ani, între 1661 și 1665. Domnitorul Dabija a fost iubit de moldoveni, datorită faptului că era cinstit și cu bun simț, însă îi plăcea mult și paharul.